# Plan B Entertainment

logo

Plan B Entertainment é uma produtora de filmes fundada em 2001 por Brad Pitt, Brad Grey e Jennifer Aniston. Em 2006, Pitt se tornou o único proprietário. A empresa detém atualmente um acordo de liberação com a Paramount Pictures, junto com a Warner Bros., 20th Century Fox e a Walt Disney Studios Motion Pictures.